# Aus den thüringischen Wäldern
Aus den thüringischen Wäldern ist der Jahresbericht des 1990 gegründeten Thüringer Forstvereins. Die erste Auflage eines Jahrbuchs erschien 1991. 

## Inhalte
Inhaltlich folgen auf das Vorwort des Vorsitzenden oftmals Berichte von der Frühjahrstagung, denen sich Berichte aus dem Innenleben des eingetragenen Vereins anschließen. Wiederkehrende Rubriken zum Ende des Jahresberichts sind die Listung der Jubilare des entsprechenden Berichtsjahres und die Aufzählung der Mitglieder zum Jahresende.